# Pseudoxyomus maniculus
Pseudoxyomus maniculus är en skalbaggsart som beskrevs av Rudolph Petrovitz 1961. Pseudoxyomus maniculus ingår i släktet Pseudoxyomus och familjen Aphodiidae. Inga underarter finns listade i Catalogue of Life.